# Épaves (Maupassant)
Épaves est une nouvelle de Guy de Maupassant, parue en 1881.

## Historique
Épaves est initialement publiée dans la revue Le Gaulois du 9 décembre 1881.

## Résumé
Le narrateur est dans une station balnéaire en décembre. Les touristes sont partis depuis longtemps. ll ne reste que les pêcheurs, leurs familles et les épaves de l’été.
Les épaves de l’été sont ces hommes qui n’arrivent pas à partir. Ils sont peintres, hommes de lettres, journalistes, ils n’ont plus de but, un âge avancé et sont respectés. 

## Édition française
- Épaves, Maupassant, contes et nouvelles, texte établi et annoté par Louis Forestier, Bibliothèque de la Pléiade, éditions Gallimard, 1974  (ISBN 978 2 07 010805 3).